# Der Andere (1959)
Der Andere ist ein deutscher Fernsehsechsteiler aus dem Jahr 1959. Er begründete eine Reihe von Durbridge-Filmen, die in den 1960er-Jahren in Deutschland zu Straßenfegern wurden. Regisseur des vom NDR im Auftrag des NWRV gedrehten Films war Joachim Hoene.

## Handlung
Der Lehrer David Henderson erhält ein kleines Päckchen mit einer Armbanduhr. Er verabredet sich mit einem gewissen Cooper und sie fahren zu einem Hausboot, wo er einem Toten dessen Uhr abnimmt und sie gegen seine neu erhaltene austauscht. Später ist die Polizei auf dem Boot und untersucht die Leiche. Sie wird identifiziert als der Mieter des Boots, ein Italiener namens Paolo Rocello, dem der Kopf von vorne eingeschlagen wurde. Der Besitzer des Bootes, ein Mann namens Cooper, ist unauffindbar und bei der Anwaltskanzlei, bei der er angeblich arbeiten sollte, unbekannt.
Inspektor Ford stößt auf eine Zeugin, die jemanden auf dem Hausboot gesehen hat. Miss Walters, die Nichte des Arztes Dr. Sheldon, sieht den Mann kurz darauf zufällig wieder und identifiziert ihn als Henderson. Dies bringt den Inspektor in Schwierigkeiten, denn sein Sohn verdankt dem Lehrer, der ihm unentgeltlich Nachhilfe gegeben hatte, dass er es auf das College von Medlow geschafft hat. Eine Befragung durch Ford verläuft unerfreulich, da Henderson alles leugnet und ausweichende Antworten gibt. Kaum ist der Inspektor fort, erscheint Cooper und teilt Henderson mit, dass Miss Walters erst vor kurzem in Venedig gewesen war. Rocello stammte ebenfalls aus Venedig und auch Henderson war während des Kriegs einige Jahre dort gewesen. Cooper beauftragt ihn, seinen Arzt Dr. Sheldon unter einem Vorwand zu konsultieren und dabei die Dame unter die Lupe zu nehmen.
Inzwischen findet der Inspektor eine weitere Verbindung zwischen dem ermordeten Italiener und Henderson. Auf der Rückseite der Armbanduhr des Toten steht ein Sinnspruch, der ebenfalls in ein Buch geschrieben wurde, das sich Fords Sohn von dem Lehrer ausgeliehen hatte. Dann meldet sich ein Mann namens Ralph Merson bei der Polizei. Er gesteht Ford, dass er in der fraglichen Nacht bei einem Seitensprung auf einem Hausboot in der Nähe von Coopers Boot gewesen war. Er berichtet, dass er und seine Bekannte Billie Reynolds nachts zwei Männer gesehen haben, die Rocello, den sie für betrunken gehalten hatten, auf das Boot trugen. Miss Reynolds beteuert bei einem Besuch von Ford, keinen der Männer erkannt zu haben, erscheint aber kurz darauf bei Henderson und konfrontiert ihn damit, ihn beobachtet zu haben. Sie fordert ihn auf, sie auf ihrem Hausboot zu besuchen und ihr das Schachspielen beizubringen.
Henderson erscheint mit einem Schachspiel und einer Flasche Champagner. Nachdem Billie Reynolds ein Glas des Schaumweins getrunken hat, bricht sie zusammen. Der Lehrer beseitigt die Spuren seines Besuchs und gibt jemandem ein Signal, er übersieht dabei aber eine heruntergefallene Schachfigur.
Ein Journalist namens Robin Craven erhält einen anonymen Hinweis auf die Vergangenheit Rocellos. Dieser war im Krieg Mitglied einer U-Boot- und Kampftauchereinheit der italienischen Marine gewesen. Zum Ärger der Polizei veröffentlicht er die Nachricht in der Zeitung, ohne sie vorher zu informieren. Zur Rede gestellt, zeigt er ihnen einen Zettel ohne Unterschrift mit dem Taucherhinweis, dem ihm jemand geschickt hat. Die Schrift darauf entspricht der Hendersons, was sogar ein Graphologe bestätigt, doch auch hier leugnet der Lehrer, der Urheber zu sein.
Derweil will Chris Reynolds seine Stiefschwester Billie auf ihrem Hausboot besuchen, findet aber keine Spur von ihr. Nachdem sie verschwunden bleibt, geht er zu Inspektor Ford und übergibt ihm auch den auf dem Hausboot gefundenen Schachturm. Fords Sohn identifiziert ihn als einen von Henderson. Doch auch diesmal leugnet dieser, auf dem Boot gewesen zu sein, und präsentiert dem Inspektor ein vollständiges Schachspiel.
Dann erhält Merson ein anonymes Schreiben, offenbar wieder in Hendersons Handschrift, mit einem Ohrring von Billie Reynolds und der Nachricht, der andere Ohrring sei in der Bucht Hallows-End zu finden. Die Suche der Polizei führt zum Fund von Billies Leiche. Bei der Befragung von Henderson scheint dieser wirklich überrascht und will herausfinden, wie die Frau gestorben ist. Sogar bei Dr. Sheldon, der die Leiche untersucht hat, wird er deshalb vorstellig.
Kurz darauf erhält der Lehrer Besuch von Chris Reynolds. Dieser hat das Tagebuch seiner Schwester gefunden, in dem unter anderem auch Hendersons Name steht. Er versucht eine Erpressung, aber Henderson besteht darauf, das Tagebuch vorher zu sehen. Als später der Assistent von Inspektor Ford, Sergeant Broderick, Chris Reynolds auf Billies Hausboot aufsuchen will, findet er das Boot durchsucht und den jungen Mann verschwunden.
Maria Rocello, die Schwester des toten Froschmanns, erscheint in Medlow, um zu erfahren, warum ihr Bruder ermordet worden ist. Henderson setzt sich mit Cooper in Verbindung, um zu berichten, dass er das Tagebuch hat, und erfährt dabei von Maria Rocellos Eintreffen. Er bekommt den Auftrag, sich ihrer anzunehmen und lädt sie daraufhin zu sich ein. Er vergewissert sich, dass sie tatsächlich Paolo Rocellos Schwester ist und vermittelt ihr ein Telefongespräch mit Cooper. Noch am selben Abend teilt sie dem verblüfften Sergeant Broderick – sichtlich erleichtert – mit, dass sie wieder abreisen wird. Nähere Gründe gibt sie dafür nicht an.
Die Auflösung des Falls kommt ins Rollen, als der Schriftsachverständige feststellt, dass der Hinweis auf Billies Leiche nicht von Henderson geschrieben wurde, sondern eine gute Fälschung ist. Kurz darauf erhält Ford den Besuch eines ehemaligen Kollegen namens Harry Vincent, der angeblich in Ruhestand gegangen war, tatsächlich aber zum Geheimdienst gewechselt ist. Er stellt ihm einen anderen Geheimdienstkollegen vor, der unter dem Kennnamen „Der Andere“ bekannt ist: David Henderson. Sie weihen Ford ein.
Paolo Rocello ist nicht nur Kampftaucher gewesen, er arbeitet auch an einer Möglichkeit, eine Taucherabwehrwaffe unwirksam zu machen. Henderson lernte ihn in seiner Zeit in Venedig kennen und sicherte sich seine Dienste für den britischen Geheimdienst. Da andere Leute hinter ihm und seiner Entwicklungsarbeit her waren, wurde sein Tod mit einer fremden Leiche inszeniert, die Henderson und Cooper über Nacht auf das Hausboot brachten. Sie vergaßen nur Rocellos Armbanduhr mit dem eingravierten Familienwahlspruch, weshalb Henderson am folgenden Tag nochmals auf das Boot musste und dabei von Miss Walters gesehen wurde. Henderson hatte Billie Reynolds betäubt und nach London gebracht, um eine weitere Zeugin aus der Schusslinie zu nehmen. Leider konnten sie nicht verhindern, dass sie trotzdem nach Medlow zurückkehrte, wo sie von ihrem ortsansässigen Gegenspieler umgebracht wurde. Billie Reynolds kannte ihn offenbar sehr gut und hätte ihm gefährlich werden können, in ihrem Tagebuch wird immer wieder eine Person mit der Bezeichnung R. erwähnt. Dabei handelt es sich aber offenbar nicht um Ralph Merson, der als „Dandy“ in dem Tagebuch auftaucht.
Die beiden Geheimdienstleute und Ford beschließen, ihrem Hauptverdächtigen eine Falle zu stellen. Dabei hilft ihnen unter anderem der Reporter Craven, der des Nachts bei dem Betreffenden einbricht und belastendes Material entwendet. Am nächsten Morgen erscheint Merson bei der Polizei und meldet, dass seine Wohnung durchsucht worden ist. Als Sergeant Broderick später bei Miss Walters ist, um eine Aussage aufzunehmen, kommt Doktor Sheldon hereingestürzt, um seine Arzttasche zu holen. Er sagt, Merson sei mit dem Auto verunglückt und der Sergeant solle das Krankenhaus anrufen. Bevor er wieder hinausgeht, übergibt er Miss Walters Mersons Brieftasche, in der sie einen Brief von Billie Reynolds an Broderick und ein Foto der beiden findet. Sie konfrontiert den Sergeant damit, worauf dieser sie bedroht und dabei zugibt, Billie Reynolds umgebracht zu haben. Doch Miss Walters flieht rechtzeitig und Broderick wird von Polizisten überwältigt.
In Wirklichkeit hatte Craven Brief und Bild aus Brodericks Wohnung gestohlen, aber ein Taschentuch von Ralph Merson liegen lassen. Deshalb hatte der Sergeant Mersons Wohnung durchsucht und auf die inszenierte Geschichte mit Mersons Unfall und der gefundenen Brieftasche reagiert und sich so endgültig verraten.

## Weitere Verfilmungen
Erstmals wurde Der Andere 1956 unter dem Originaltitel The Other Man als Mehrteiler für das englische Fernsehen verfilmt.